# Karel Kinský
Karel Rudolf kníže Kinský z Vchynic a Tetova (po roce 1918 jen Karel Kinský; německy Karl Rudolf Ferdinand Andreas Fürst Kinsky von Wchinitz und Tettau; 29. listopadu 1858 Vídeň – 11. prosince 1919 Vídeň) byl český šlechtic, 8. kníže Kinský, velkostatkář a diplomat. Milovník honů i dostihů, jenž byl obdivovatelem Velké Británie, kde jako první cizinec vyhrál v roce 1883 Velkou národní steeplechase v Liverpoolu na své vlastní klisně Zoedone.

## Život
Byl prvorozeným synem knížete Ferdinanda Bonaventury Kinského (22. října 1834, Vídeň – 2. ledna 1904, Heřmanův Městec) a jeho manželky Marie Josefy z Lichtenštejna (19. září 1835, Vídeň – 11. června 1905, Vinoř).

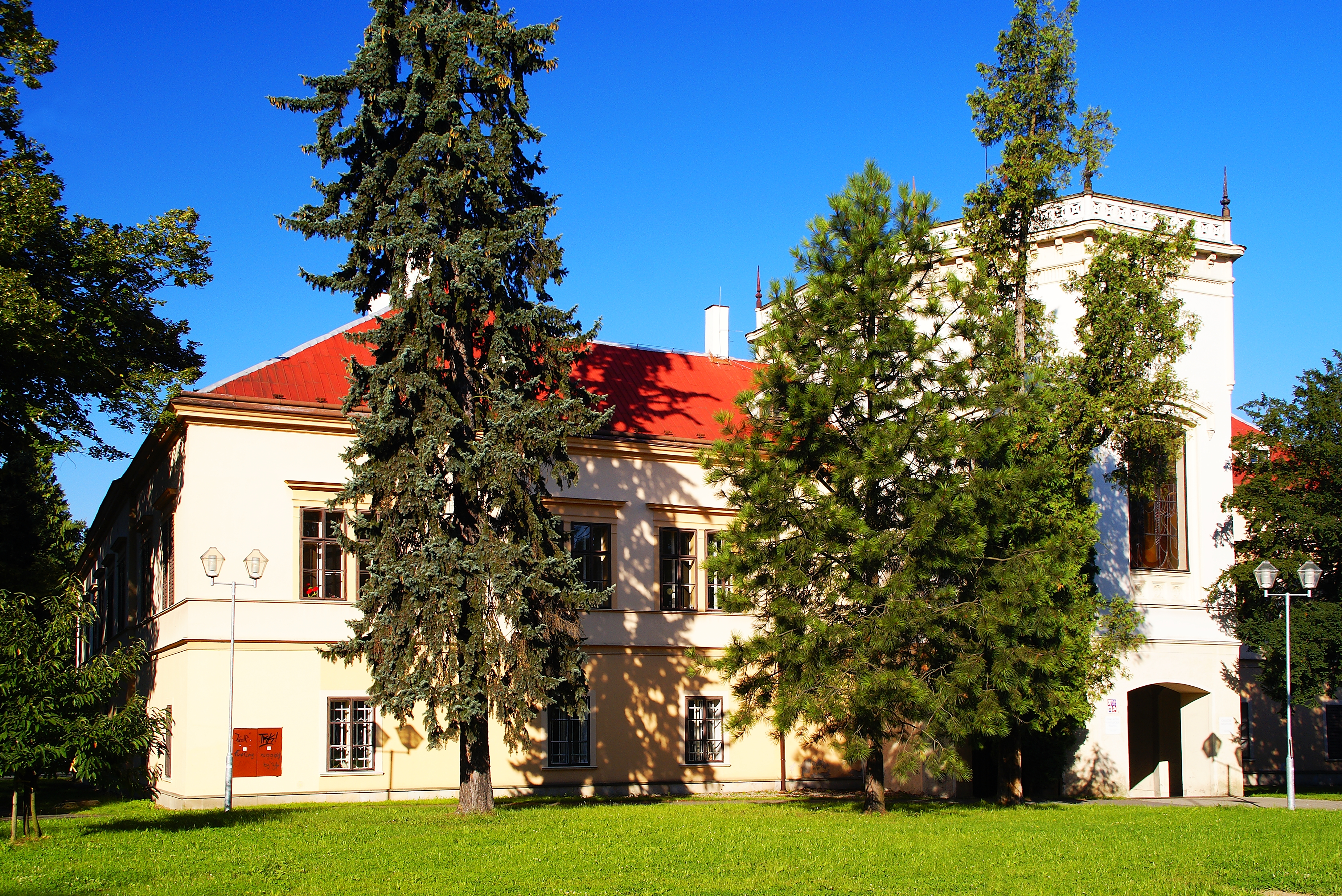
Zámek Choceň ve východních Čechách, letní sídlo Kinských.

Absolvoval jako privatista Skotské gymnázium ve Vídni, poté vystudoval práva na Vídeňské univerzitě. V roce 1877 patrně poprvé navštívil Velkou Británii, když se svým otcem a mladším bratrem Rudolfem doprovázel císařovu Alžbětu během jejího loveckého pobytu v Cottesbrooke Park. Od roku 1881 působil v diplomatických službách nejprve na nižším postu v Londýně. Od roku 1887 pak vystřídal další působiště v Berlíně, Paříži, Bruselu a Drážďanech, kde dokončil svou knihu Vademecum für diplomatische Arbeit auf dem afrikanischen Continent, kterou napsal za pomoci zeměpisce a cestovatele Phillipa Paulitschkeho, rodáka z moravských Čermákovic. Kniha vyšla v němčině, angličtině i francouzštině a podrobně zachycovala dosavadní geopolitickou situaci během rozdělování a okupace afrického kontinentu evropskými velmocemi.
V letech 1897–1898 byl velvyslaneckým radou ve Vatikánu a v letech 1898–1903 v Petrohradu. Diplomatickou kariéru zakončil jako rada velvyslanectví v Paříži (1903–1904). Hovořil německy i česky, výborně anglicky a francouzsky, ale i částečně rusky. V roce 1904 po otcově smrti odešel do výslužby a vrátil se do Čech, kde převzal správu rodového majetku – velkostatky Choceň, Zlonice, Česká Kamenice a Heřmanův Městec. Od roku 1904 byl dědičným členem Panské sněmovny. Zprvu byl však bezpartijní, ale později vstoupil do Strany středu, která udržovala nenárodní politickou linii, jejímž cílem bylo zachování celistvosti monarchie.

### Triumf v Liverpoolu
Kinský část svého života strávil ve Velké Británii, kde se účastnil společenského života a měl řadu milostných zápletek, mimo jiné i s o čtyři roky starší Lady Jennie Churchill (1854–1921), matkou budoucího premiéra Winstona Churchilla (1874–1965). Kinský byl také osobním přítelem anglického krále Edwarda VII. a jeho ženy Alexandry, která po něm pojmenovala svého koně. V roce 1910 se proto Kinský jako rakousko-uherský zástupce společně s Františkem Ferdinandem d’Este a Tassilem Festeticsem účastnil pohřbu krále Eduarda VII. ve Windsoru. Kinský získal přístup do nejvyšších britských kruhů, jelikož v roce 1883 vyhrál proslulý dostih Velkou národní steeplechase v Liverpoolu na své vlastní klisně Zoedone. Byl prvním cizincem, kterému se podařilo zvítězit v tomto náročném překážkovém dostihu nad tamějšími profesionálními žokeji. Klisna Zoedone pocházela z chovu Thomase Jacksona v Oswestry. Kinský později vlastnil ve Velké Británii i dostihovou stáj. Nejprve v Kingsclere, kde jeho koně trénoval William Waugh a později i v Newmarketu. V letech 1904–1910 byl prezidentem Rakouského Jockey Clubu. Také pomohl rozšířit fotbal z Anglie do Čech. V roce 1875 se na louce u zámku v Heřmanově Městci konal jeden z prvních fotbalových zápasů v Česku. Prvními hráči byly knížecí děti a děti zaměstnanců zámku. Kinský sice přivezl z Anglie míče, ale přesná pravidla neznal.
Za první světové války splnil svoji šlechtickou povinnost a dobrovolně vstoupil do armády, vyhradil si však, že nebude bojovat proti Velké Británii. Bojoval jako ordonanční důstojník na východní frontě u velitelství 1. armády, následně byl převelen na velitelství jihozápadní fronty. Během války byl několikrát hospitalizován.
Zemřel krátce po svých šedesátých prvních narozeninách v prosinci roku 1919.

## Rodina
V Herdringenu se 7. ledna 1895 oženil s Alžbětou hraběnkou Wolff-Metternich zur Gracht (19. listopadu 1874, Münster – 20. března 1909, Luxor), dcerou Konráda hraběte Wolff-Metternicha zur Gracht a jeho manželky Ferdinandiny svobodné paní von und zu Fürstenberg. Alžběta byla o 16 let mladší, jemu bylo v době sňatku 36 let. Manželka se stala palácovou dámou a v roce 1895 dámou Řádu hvězdového kříže. Zemřela v Egyptě ve věku pouhých 34 let. Jejich manželství bylo bezdětné, takže veškerý majetek i knížecí titul zdědil Karlův mladší bratr Rudolf Ferdinand (1859–1930).